# Quiosco de Comillas
El quiosco de Comillas fue una construcción realizada por el arquitecto modernista Antoni Gaudí en 1881 para la visita a la localidad cántabra de Comillas del rey Alfonso XII, invitado por Antonio López y López, primer marqués de Comillas. En 1883 fue trasladado a la finca Güell en Les Corts (Barcelona), donde desapareció en fecha incierta.

## Historia y descripción
Antonio López fue un empresario que hizo una gran fortuna en Cuba, para luego establecerse en Barcelona, donde fundó diversas empresas, como la Compañía Transatlántica Española, el Banco de Crédito Mercantil, el Banco Hispano Colonial o la Compañía General de Tabacos de Filipinas. En 1878 el rey Alfonso XII le hizo marqués de Comillas —localidad natal del empresario— y, en 1881, le otorgó la dignidad de Grande de España. En Comillas, el marqués erigió una gran residencia, el palacio de Sobrellano, cuyo proyecto encargó al arquitecto Joan Martorell. López era suegro del empresario catalán Eusebi Güell, el principal mecenas de Gaudí, al que había conocido en 1878 gratamente impresionado por la vitrina que este había diseñado para la Guantería Comella de cara a su participación en la Exposición Universal de París de 1878. Por ello, en 1880 el marqués de Comillas encargó a Gaudí la elaboración del mobiliario para la capilla-panteón de su palacio.
En 1881 el rey Alfonso XII hizo una visita a Comillas invitado por Antonio López. La visita se produjo el 6 de agosto y la localidad se engalanó especialmente para el magno evento: se colocaron arcos de bienvenida en los accesos a la población, con representaciones de los diversos oficios de la localidad, y se instalaron treinta farolillos de luz eléctrica en sus calles.

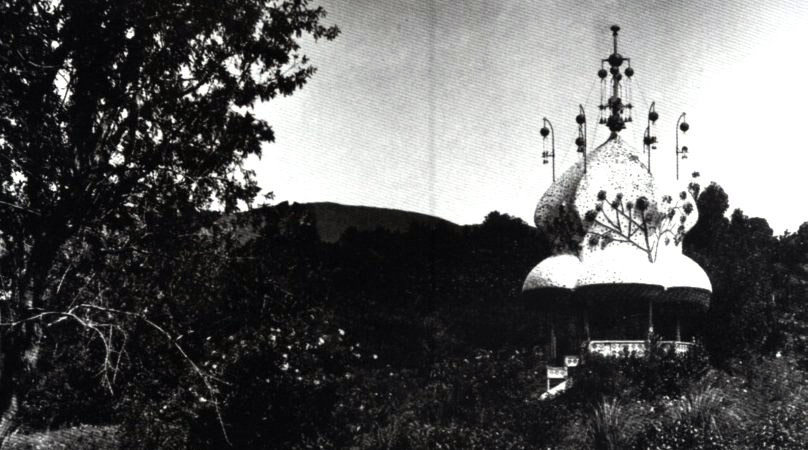
El quiosco instalado en el jardín de la finca Güell

Con motivo de la visita, López encargó a Gaudí la construcción de un quiosco-fumador para el jardín de su palacio. La obra se realizó en el taller de ebanistería de Eudald Puntí, un colaborador habitual de Gaudí al inicio de su carrera. Precisamente en ese taller se había fabricado la vitrina Comella, por la que Güell conoció a Gaudí. Las piezas del conjunto se enviaron por tren desde Barcelona hasta Comillas, junto a unos operarios para su construcción in situ. El quiosco tenía forma de templete de aspecto oriental, posiblemente inspirado en la arquitectura hindú. Era de madera, hierro y vidrio, con un basamento poligonal sobre el que se erguían unas columnas que sostenían una cubierta de riente voladizo, decorado con múltiples campanillas de cristal que tintineaban al viento. En el techo había diversos faroles de cristal para su iluminación nocturna. En el interior, sobre una alfombra, se encontraba una elegante mesa acompañada de sillería; esta mesa era originalmente de cristal tallado en su superficie, pero en la víspera de la visita real dicho cristal fue roto por un operario y se tuvo que sustituir por una tabla de madera que fue cubierta por un damasco aportado por el marqués.
Al fallecimiento del marqués de Comillas en 1883, el quiosco fue trasladado a los jardines de la finca Güell en Les Corts —entonces municipio y posteriormente agregado a Barcelona— y allí estuvo hasta que desapareció en fecha y circunstancias indeterminadas.
Con motivo de los diversos trabajos realizados por Gaudí en Comillas recibió también en 1883 el encargo de un chalet para Máximo Díaz de Quijano, concuñado de Antonio López, conocido como El Capricho, una de las principales realizaciones del arquitecto en sus primeros años de carrera.